# André Blaise
André Blaise (Soumagne, 18 de janeiro de 1888 - Verviers, maio de 1941) foi um ciclista profissional da Bélgica.

## Participações no Tour de France
- Tour de France 1910 : 8º colocado na classificação geral